# 揚皮爾 (蘇梅州)

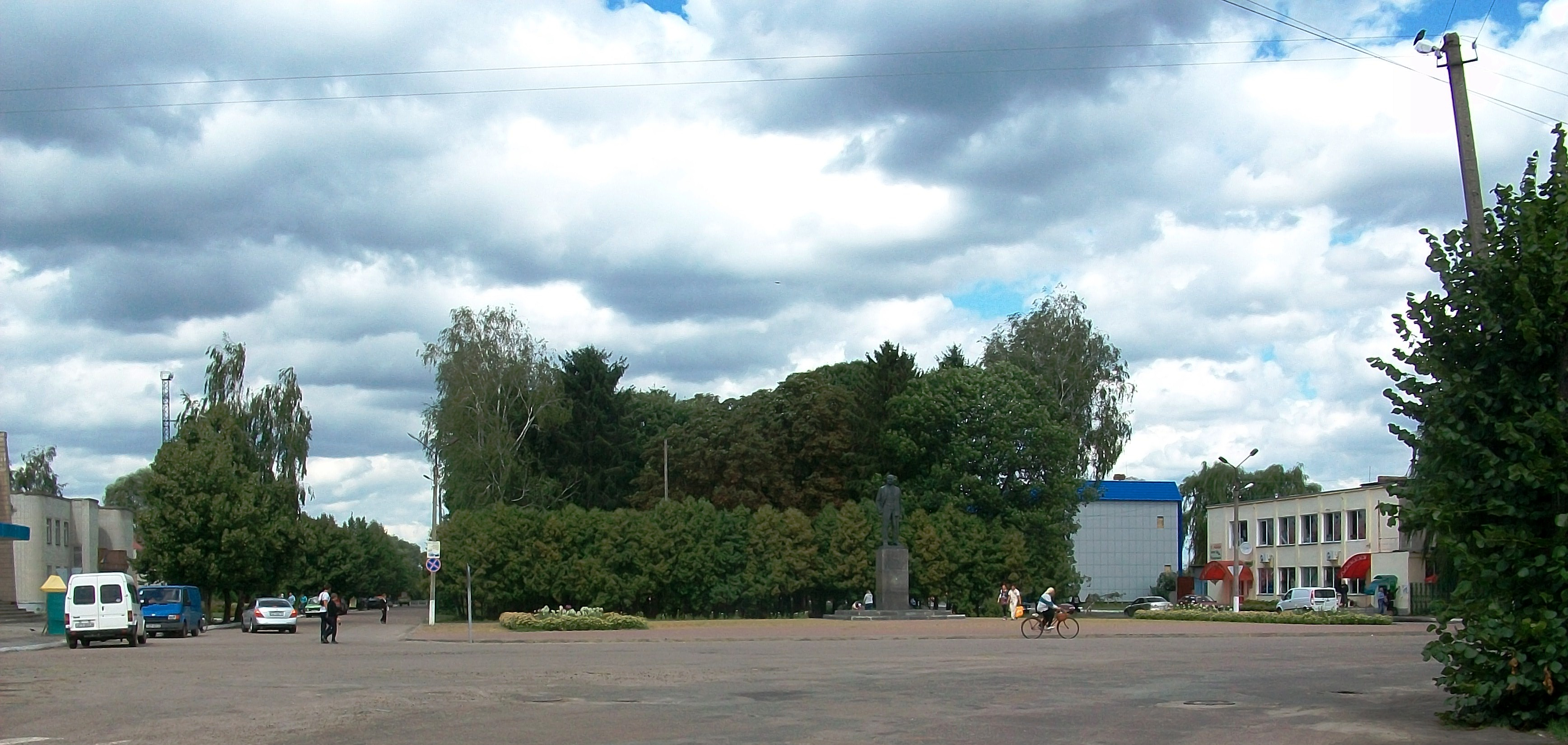
镇中心

扬皮尔（烏克蘭語：Ямпіль，羅馬化：Yampil，發音：[ˈjampʲilʲ] ⓘ）是烏克蘭北部蘇梅州紹斯特卡區扬皮尔市镇内的鎮及其行政中心。距離胡蒂尔-米哈伊利夫斯基19公里，始建於十七世紀，海拔高度165米，2001年人口5,181，此後人口4,200。

## 外部連結
- Ямпільська інтернет-газета （页面存档备份，存于）
- Историческая информация о местечке Ямполь （页面存档备份，存于） （俄文）

51°56′52″N 33°47′12″E / 51.94778°N 33.78667°E